# Kamouraska
Kamouraska è un comune sulla sponda meridionale del fiume San Lorenzo nel golfo omonimo, presso la regione del Québec in Canada.
La zona ha iniziato a crescere a partire dalla fine del XVII secolo. Vi è una lunga tradizione di pesca e un centro interpretativo. Le vicende del villaggio hanno ispirato un romanzo omonimo di Anne Hébert nel 1970.
Ci sono paludi lungo il corso del fiume e vi è una riserva ecologica nei pressi del villaggio. Scogliere lungo il fiume offrono habitat per la nidificazione dei falchi pellegrini. In certi periodi dell'anno, le zanzare che si trovano nella palude possono essere particolarmente aggressive.
Il villaggio è raggiungibile tramite l'Autostrada 20. Anche la Route 132 attraversa il paese. Il nome di "Kamouraska" proviene da una parola di dialetto Algochino.